# المنتدى العربي لنظم المعلومات
المنتدى العربي لنظم المعلومات هو مؤسسة منبثقه عن منظمة المدن العربية يهدف لتطوير قدرات المدن العربية في مجال تقنية المعلومات. تم إشهار المنتدى في المؤتمر العام الثاني عشر للمنظمة الذي عقد في الكويت في إبريل 2000م. وذلك بعد عقد اجتماع خاص للمنتدى على هامش المؤتمر حضره عدد من مسئولي تقنية المعلومات في المدن العربية ثم تلاه عقد الاجتماع الفني الأول للمنتدى على هامش اجتماعات الدورة الثانية والاربعون للمكتب الدائم لمنظمة المدن العربية وصدر عن الاجتماع مجموعة من التوصيات أقرها المكتب الدائم لمنظمة المدن العربية
يهدف المنتدى الذي انطلق بتاريخ 13/3/2007 في العاصمة الأردنية عمان التي يتخذ منها مقره الدائم ويحظى بدعم ورعاية  امانة عمان الكبرى  إلى المساهمة في نقل التجارب الناجحة بين للمدن العربية في مجال الحكومة الإلكترونية ونظم المعلومات الجغرافية وبرمجيات العمل البلدي. إضافة إلى تقديم الاستشارات في مجال تكنولوجيا المعلومات للمدن العربية والمساهمة في تدريب وتأهيل العاملين في حقل تكنولوجيا المعلومات في المدن العربية من خلال الدورات التدريبية المتخصصة وورش العمل.

## وصلات خارجية
- الموقع الرسمى للمنتدى العربى لنظم المعلومات